# Virgilijus Alekna
Virgilijus Alekna (* 13. Februar 1972 in Terpeikiai bei Kupiškis, Litauische SSR, UdSSR) ist ein ehemaliger litauischer Diskuswerfer. Er wurde je zweimal Olympiasieger und Weltmeister.

## Leben
Seit Mitte der 1990er Jahre zählte Alekna zur Weltspitze im Diskuswurf. Vor allem seine Duelle mit dem Deutschen Lars Riedel waren in der Vergangenheit spektakulär. In den 1990er Jahren hatte vor allem Riedel in den internationalen Wettkämpfen das bessere Ende für sich.
Nach zahlreichen Medaillengewinnen gewann Alekna seinen ersten Titel bei den Olympischen Spielen 2000 in Sydney, wo er mit einer Weite von 69,30 m Lars Riedel auf den zweiten Rang verwies. Diesen Erfolg konnte er bei den Olympischen Spielen 2004 in Athen wiederholen, jedoch erst mit Verzögerung, da den Wettbewerb der Ungar Róbert Fazekas gewonnen hatte, der dann aber wegen Dopings disqualifiziert wurde.
Bei den Weltmeisterschaften 2003 in Paris/Saint-Denis gewann er seinen ersten Titel. Diesen verteidigte er bei den Weltmeisterschaften 2005 in Helsinki. Doch wurde er vom überraschend starken Esten Gerd Kanter an den Rand einer Niederlage gebracht. Alekna führte zunächst erwartungsgemäß. Mit seinem vierten Wurf konnte sich Kanter dann an die erste Position setzen, und Alekna gelang es erst mit seinem letzten Wurf, den erneuten Weltmeistertitel zu erringen. Daraufhin wurde er zu Europas Leichtathlet des Jahres gewählt.
Ein Jahr später konnte er bei den Europameisterschaften 2006 in Göteborg erstmals auch den Europameistertitel gewinnen. Er siegte erneut vor Gerd Kanter. Bei den Olympischen Spielen 2008 in Peking erreichte er Bronze. Nach Gold 2004 und Bronze 2008 ging er allerdings vier Jahre später in London leer aus. Alekna belegte mit 67,38 m nur Platz vier.
Seine persönliche Bestleistung stellte er im Jahr 2000 mit 73,88 m auf, womit er sich auf Platz zwei in der Weltbestenliste hinter Weltrekordhalter Jürgen Schult schob. Am 31. August 2014 beendete er in Berlin seine aktive Laufbahn.
Alekna ist 2,00 m groß und hat ein Wettkampfgewicht von 130 kg. Er arbeitete als Leibwächter des litauischen Präsidenten Valdas Adamkus. 2012 kandidierte er für den Vorsitz des Nationalen Olympischen Komitees von Litauen, unterlag aber gegen die ehemalige Schieß-Olympiasiegerin Daina Gudzinevičiūtė.

## Politik
Alekna ist Mitglied der liberalen Partei LRLS. Seit 2016 ist er Mitglied im nationalen Parlament Seimas. Nach dem 12. Seimas wurde er 2020 auch ins 13. Seimas ausgewählt. Er ist Mitglied des Ausschusses für nationale Sicherheit und Verteidigung.

## Familie
Er hat drei Kinder. Sein Sohn Mykolas Alekna (* 2002) ist Juniorenwelt- und Europameister und seit 2024 Weltrekordhalter im Diskuswurf. Martynas Alekna (* 2000) ist ein  Leichtathlet, der sich auch auf den Diskuswurf spezialisiert und bei Leichtathletik-Weltmeisterschaften 2023 teilgenommen hat.